# Hesudra divisa
Hesudra divisa is een vlinder uit de familie van de spinneruilen (Erebidae). De wetenschappelijke naam van deze soort is voor het eerst voorgesteld door Frederic Moore in een publicatie uit 1878.
De soort komt voor in India (West-Bengalen, Sikkim), Taiwan en Borneo.